# Lengvutė Lietuvos istorija

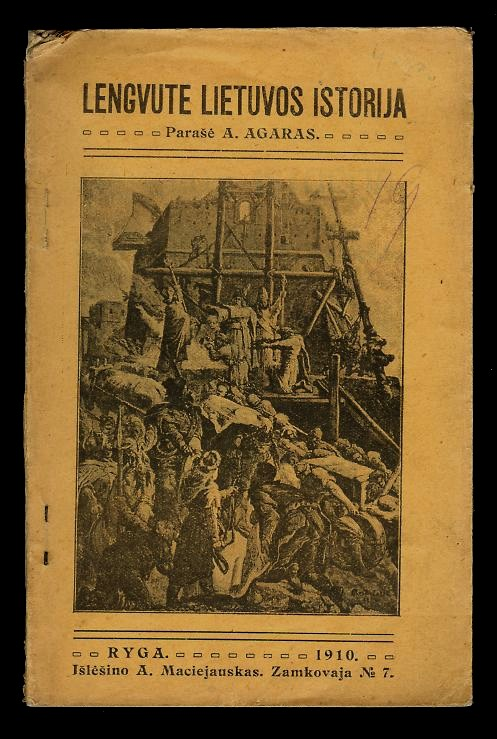
Обложка

Lengvutė Lietuvos istorija — литовская книга по истории, изданная в 1910 году в Риге А. Мацеяускасом (A. Maciejauskas) и им же написанная (автор обозначен псевдонимом А. Агарас, A. Agaras). Издание стоило 25 копеек.
Содержит краткие сведения по литовской истории, этнографии и мифологии. В начале некоторых глав даны куплеты из литовских народных песен.
Во вступлении к книге рассказывается о происжождении человека, о том, что люди являются выходцами из Средней Азии, а точнее из Ирана. Далее статьи посвящаются таким народностям, как пруссы, латгалы, земгалы и т. д. Отдельная статья посвящена верованиям древних балтов. Множество разделов книги о наиболее известных литовских правителях.

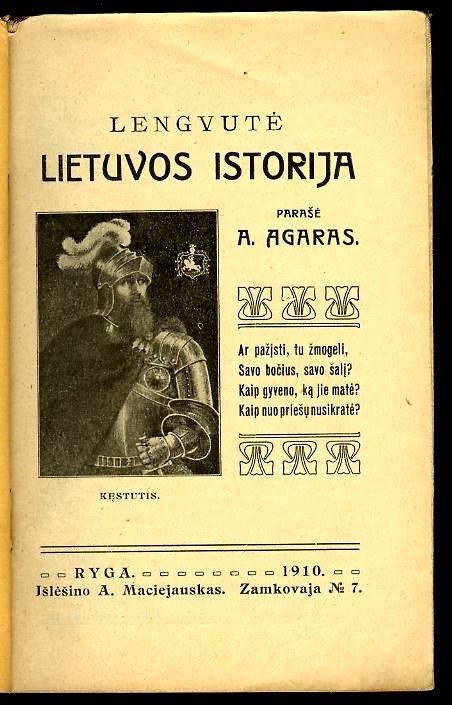
Титульный лист

Занимательны статьи о таких литовских властителях, как Миндовг (Миндаугас), Гедимин (Гедиминас), Ольгерд (Альгирдас) и Витовт (Витаутас). Вкратце описываются заслуги и годы правления этих и некоторых других князей. Статьи снабжены чёрно-белыми портретами вышеперечисленных личностей.
В последней части книги упоминаются деятели культуры и просвещения: Даукантас, Симонас, Кудирка, Винцас, Басанавичюс, Йонас и т. д. Упоминается сам автор книги- Агарас (Мацияускас, Антанас). На обратной стороне обложки указаны издания и игрушки, которые продавались в магазине автора книги. Издание Литовской истории приняли не особенно уютно.
Учебник больше не переиздавался.